# 初戀紅豆冰
《初戀紅豆冰》（英語：Ice Kacang Puppy Love），是2010年由阿牛自導自演的一部馬來西亞懷舊劇情长片，其他主要演員包括李心潔、曹格、品冠、梁靜茹、易桀齊、巫啟賢等。电影由Munchy's荣誉呈现，Pasific Coffee及太子酒店赞助，片中設定年代及場景屬大馬80年代集體回憶。
本片集合了多位馬來西亞華語歌手參與演出，包括客串演出的戴佩妮和張棟樑。

## 演員陣容

### 主要角色
| 演員   | 角色（年齡）                | 人物簡介                                                                         |
| 阿 牛  | Botak （20歲出頭）          | 暗戀打架魚，与打架鱼是青梅竹马。                                                 |
| 李心潔 | 周安琪／打架魚 （20歲出頭） | 从小与父亲分开的她与母亲寄宿在Botak家，与Botak是青梅竹马。梦想是成为一名打架鱼。 |
| 曹 格  | 馬麟帆 （20歲左右）         | 馬麗冰的哥哥 喜歡欺負打架魚，後來喜歡打架魚。                                    |
| 品 冠  | 白馬王子 （24歲）           | 喜歡馬麗冰。经常拜托Radio向唱片公司寄demo。                                      |
| 梁靜茹 | 馬麗冰 （20歲）             | 馬麟帆的妹妹 暗戀Botak。                                                         |
| 易桀齊 | Radio （23/4歲）            | Botak的哥哥 与父亲经常因为创新的想法而争吵。梦想是在吉隆坡开一家自己的咖啡店。   |
| 陳美娥 | 月鳳 （45歲）               | 打架魚的母親                                                                     |
| 巫啟賢 | 周父                        | 打架魚的父親，住在姓周桥。                                                       |

### 其他角色
| 演員            | 角色（年齡） | 人物簡介                                            |
| 林靜苗 （苗苗） | 肥妹         | Botak和Radio的妹妹 暗戀白馬王子。                   |
| 关栋斌          | 恐龙         | 喜欢肥妹，马麟帆的小弟。                            |
| 黄伟刚          | 炸鸡         | 马麟帆的小弟。                                      |
| 汤润才          |              | Botak和Radio的父亲，经营着一家咖啡店。 （郑荣配音） |
| 叶雏凤          |              | Botak和Radio的母亲，月凤的好姐妹。                  |
| 庄雪梅          | 万字嫂       | 马麟帆的母亲，喜欢挑拨离间。                        |
| 张翰祥          | 万字佬       | 马麟帆的父亲。                                      |
| 吴友凭          | 德士佬       | 打架鱼母亲的追求者。                                |
| 陈影雯          |              | 打架鱼的后母。                                      |
| 谭业水          | 火炭佬       | 白马王子的父亲。                                    |
| 陈沛光          | 赌徒         |                                                     |
| 陈绍安          | 赌徒         |                                                     |
| 林利 （小胖）   | 小马麟帆     |                                                     |

### 特別演出
| 演員                | 人物簡介                      |
| 陳國坤              | 魚店老闆。                    |
| 戴佩妮              | Botak前往吉隆坡发展后的女友。 |
| 張棟樑              | 城市路人。                    |
| 曾若冰              | 城市路人，背影神似打架鱼。    |
| 曹三豐 （曹格兒子） | 咖啡店的小孩。                |

## 音樂
- 主题曲：阿　牛〈純文藝戀愛〉

## 制作
导演阿牛曾为电影征召演员。主体拍摄于2009年4月开始，在马来西亚的槟城姓周桥及旧关仔角、吉打、霹雳州怡保及端洛及雪兰莪进行。

## 相關產品

### 電影原聲帶
《初戀紅豆冰》電影原聲帶，由滾石唱片製作發行，2010年8月23日發行，內容包括2首歌曲與13首配樂。
| 曲目 | 歌名                     | 演唱  | 作曲     | 作詞     | 編曲          | 備註 |
| ---- | ------------------------ | ----- | -------- | -------- | ------------- | --- |
| 1    | 純文藝戀愛               | 阿 牛 | 陳紹安   | 陳紹安   | 饒善强        | 原歌名為〈純文藝的戀愛〉， 為1980年代大馬留台生陳紹安返馬後的創作 當年由吳旺慶主唱 收錄在1988年由「激盪工作坊」發佈的專輯《流行與不流行之間》。 |
| 2    | 我愛上隔壁阿水家的二姑娘 | 阿 牛 | 張文輝   | 張文輝   | Billy Ho      | |
| 3    | 南洋咖啡．店             | 配樂  | --       | --       | 伍冠諺        | 吉他演奏：Billy Ho |
| 4    | 雪花的序幕               | 配樂  | --       | --       | 伍冠諺        | |
| 5    | BOTAK之歌                | 配樂  | --       | --       | 阿牛 饒善強   | 吉他演奏：Billy Ho 合聲／合音：劉瑞平、周翠玲                                                                                                   |
| 6    | 愛的大告白．鬥魚不要停   | 配樂  | --       | --       | 阿牛 饒善強   | 吉他演奏：Billy Ho 口琴演奏：孫福泉 |
| 7    | 愛的龍虎鬥               | 配樂  | --       | --       | 饒善強        | |
| 8    | 天使的眼淚               | 配樂  | --       | --       | 伍冠諺        | 吉他演奏：Billy Ho 口琴演奏：孫福泉 |
| 9    | 試探的初．春             | 配樂  | --       | --       | 饒善強 伍冠諺 | 吉他演奏：陳國宏 口琴演奏：孫福泉 |
| 10   | 黎明前灰黯               | 配樂  | --       | --       | 伍冠諺        | 吉他演奏：Billy Ho |
| 11   | 成長的苦．澀             | 配樂  | --       | --       | 饒善強        | 吉他演奏：Billy Ho |
| 12   | 戲謔的忐忑               | 配樂  | --       | --       | 饒善強        | 吉他演奏：Billy Ho 口琴演奏：孫福泉 |
| 13   | 午夜又香吻．共款的心聲   | 配樂  | 上官流雲 | 上官流雲 | 伍冠諺        | 〈午夜香吻〉是上官流雲在1941年日本入侵前夕， 在馬來亞的檳城一處——名為「關仔角」的海濱， 為紀念初戀而寫的作品。                                  |
| 14   | 離別的滂沱               | 配樂  | --       | --       | 伍冠諺        | 合聲／合音：友第 |
| 15   | 人生路口．再見           | 配樂  | --       | --       | 饒善強        | |

### 電影DVD
《初戀紅豆冰 DVD》，采昌國際多媒體發行，2010年11月11日
- 片長：104分鐘 / 螢幕比例：16:9
- 字幕：中、英 / 語言發音：中
- 影音格式：Dolby Digital 2.0

## 獎項
- 第一屆金箏獎

最佳影片
最佳女主角：李心潔
最佳美術：傅文輝
最佳攝影：楊俊麟
最佳剪接：林偉德
- 大馬電影專業幕后人協會（Profima）頒獎禮（2010年[8]）

最佳電影製作人獎：阿牛
最佳電影道具師獎：阿牛

## 外部連結
- 電影《初戀紅豆冰》官方網站（页面存档备份，存于）
- 電影《初戀紅豆冰》官方Facebook（页面存档备份，存于）
- 「初戀紅豆冰」電影官方部落格（痞客邦 PIXNET）（页面存档备份，存于）
- 「初戀紅豆冰」花絮照片（阿細亞熱帶電影有限公司）[永久]
- 互联网电影数据库（IMDb）上《初戀紅豆冰》的资料（英文）